# Chorebus sachemellus
Chorebus sachemellus är en stekelart som först beskrevs av Henry Lorenz Viereck 1917.  Chorebus sachemellus ingår i släktet Chorebus och familjen bracksteklar. Inga underarter finns listade i Catalogue of Life.